# Matías Torres
Matías Andrés Torres Medina (Los Andes, Región de Valparaíso, 28 de septiembre de 2000) es un futbolista chileno que juega como defensa en Trasandino de Los Andes  de la Segunda División Profesional de Chile.

## Trayectoria
Realizó las divisiones inferiores en O'Higgins luego que el área de captación lo viera disputando torneos juveniles en la ciudad de Los Andes, tiene dos hermanos y proviene de la comuna mencionada anteriormente. A fines de 2019 el club celeste decide enviarlo a préstamo a Unión San Felipe con el propósito de que tuviera minutos y además terminara su enseñanza media en el Instituto Chacabuco de Los Andes.
En 2020 luego de alternar entre juveniles y primer equipo del club del Aconcagua, Erwin Durán lo asciende al plantel profesional, debutando en la fecha n°8 del campeonato de Primera B en el Estadio Regional de Chinquihue contra Deportes Puerto Montt en la plantilla titular, el encuentro finalizó 1-0 en favor de los sureños. Debido a su buen rendimiento jugó cerca de 14 partidos en aquel torneo, teniendo continuidad importante en la defensa pese a su corta edad.
En la temporada 2021 su antiguo técnico lo lleva a Deportes Copiapó, en aquel equipo se consolida como titular jugando la mayoría de los partidos, teniendo buenos rendimiento que lo llevaron a ganar la liguilla de promoción a Deportes Temuco, este premio obtenido da un cupo para disputar el ascenso con el equipo de Primera División, sin embargo este partido aún no se disputa, por líos legales del club Deportes Melipilla ya que fue expulsado de la ANFP, y en Curicó Unido se niegan a disputar esta llave.
A fines de 2021 el gerente deportivo de O'Higgins, Pablo Calandria señala que el jugador está considerado en el equipo por el actual técnico Mariano Soso, para el torneo 2022.

## Clubes
| Club                     | Div.          | Temporada     | Liga  | Liga  | Copas nacionales | Copas nacionales | Torneos internacionales | Torneos internacionales | Total | Total |
| Club                     | Div.          | Temporada     | Part. | Goles | Part.            | Goles            | Part.                   | Goles                   | Part. | Goles |
| ------------------------ | ------------- | ------------- | ----- | ----- | ---------------- | ---------------- | ----------------------- | ----------------------- | ----- | ----- |
| Unión San Felipe · Chile | 2.ª           | 2020          | 14    | 1     | —                | —                | —                       | —                       | 14    | 1     |
| Unión San Felipe · Chile | Total club    | Total club    | 14    | 1     | 0                | 0                | 0                       | 0                       | 14    | 1     |
| Deportes Copiapó · Chile | 2.ª           | 2021          | 29    | 0     | —                | —                | —                       | —                       | 29    | 0     |
| Deportes Copiapó · Chile | Total club    | Total club    | 29    | 0     | 0                | 0                | 0                       | 0                       | 29    | 0     |
| O'Higgins · Chile        | 1.ª           | 2022          | 0     | 0     | —                | —                | —                       | —                       | 0     | 0     |
| O'Higgins · Chile        | Total club    | Total club    | 0     | 0     | 0                | 0                | 0                       | 0                       | 0     | 0     |
| Puerto Montt · Chile     | 2.ª           | 2023          | 0     | 0     | —                | —                | —                       | —                       | 0     | 0     |
| Puerto Montt · Chile     | Total club    | Total club    | 0     | 0     | 0                | 0                | 0                       | 0                       | 0     | 0     |
| Total carrera            | Total carrera | Total carrera | 43    | 1     | 0                | 0                | 0                       | 0                       | 43    | 1     |
| 1.                       |               |               |       |       |                  |                  |                         |                         |       |       |

## Palmarés

### Campeonatos nacionales
| Título           | Club                | País  | Año  |
| ---------------- | ------------------- | ----- | ---- |
| Segunda División | San Marcos de Arica | Chile | 2022 |